# Pole listy

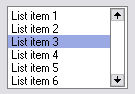
Przykładowe pole listy

Pole listy (ang. list box) – widżet GUI, który pozwala na wybranie jednego lub wielu elementów (opcji) z listy. Kluczową różnicą między polem listy i listą rozwijalną jest to, że pole listy jest już rozwinięte. To znaczy w polu listy widocznych jest co najmniej parę opcji listy.
Wybór opcji jest możliwy za pomocą myszy, czasem także za pomocą klawiatury. Jeśli możliwy jest wybór paru opcji, to użytkownik może wcisnąć Ctrl, żeby wybrać parę opcji myszą (lub klawiaturą za pomocą strzałek i spacji). Dodatkowo wciskając ⇧ Shift można zaznaczyć parę opcji, które są obok siebie.